# 亞布盧尼夫 (加利奇區)
49°11′59″N 24°50′48″E / 49.19972°N 24.84667°E
亞布盧尼夫（烏克蘭語：Яблунів），是烏克蘭西部的村莊，隸屬伊萬諾-弗蘭科夫斯克州的伊萬諾-弗蘭科夫斯克區。該村面積1.06平方公里，2001年人口546，人口密度每平方公里515.09人。